# Los bastardos (film 2008)
Los bastardos è un film del 2008 diretto da Amat Escalante.